# Delegationsprinzip
Unter Delegationsprinzip versteht man den Grundsatz, mit einer Benennung, Aufgabenzuordnung oder Stimmabgabe auch die Entscheidungsbefugnis für den damit verbundenen Bereich abzugeben.
- In der Politik erhält der Gewählte (Delegierte) nicht nur die Stimme des Wählers, sondern auch die politische Entscheidungsbefugnis. Gegensatz ist das Repräsentationsprinzip.
- In Unternehmen erhält der Mitarbeiter oder die Organisationseinheit mit festen Aufgabengebieten  die dazu nötigen Kompetenzen.
- Der Begriff ist in den Bereich der objektorientierten Programmierung übertragbar. Hier ist der Gegensatz das Vererben.

Die letztliche Verantwortung ist nicht delegierbar und verbleibt beim Delegierenden, d. h. dem Wähler oder der Unternehmensführung. Insofern muss trotz Delegationsprinzip ein Beobachten und Kontrollieren stattfinden.